# Jean Becquerel
Jean Becquerel (Paris, 5 februarie 1878 – Pornichet, 4 iulie 1953) a fost un fizician francez.

## Biografie
Jean Becquerel s-a născut la Paris, în arondismentul al cincilea, la 5 februarie 1878, fiu al fizicianului Antoine-Henri Becquerel și al soției acestuia Lucie n. Jamin.
A fost profesor la Muzeul Național de Istorie Naturală și la Școala Politehnică din Paris, membru al Academiei de Științe din Franța, din 1946.

## Opere
- Principe de Relativité et Théorie de la Gravitation, Cours donnés en 1921 et 1922 à l'École Polytechnique et au Muséum d'Histoire Naturelle à Paris, Gauthier-Villars, 1922
- Exposé élémentaire de la théorie d'Einstein et de sa généralisation, suivi d'un appendice à l'usage des mathématiciens, Paris, Payot, 1922
- Gravitation einsteinienne. Champ de gravitation d'une sphère matérielle, Paris, Hermann, 1923
- La radioactivité et les transformations des éléments, Paris, Payot, 1924
- Cours de physique à l'usage des élèves de l'enseignement supérieur et des ingénieurs, Vol. I: Thermodynamique, Paris, Hermann, 1924
- Cours de physique à l'usage des élèves de l'enseignement supérieur et des ingénieurs, Vol II: Elasticité et Acoustique, Paris, Herman, 1928
- Propriétés magnétiques générales de divers composés des éléments du groupe Fer, Paris, Gauthier-Villars, 1947.